# Thập niên 440 TCN
Thập niên 440 TCN hay thập kỷ 440 TCN chỉ đến những năm từ 440 TCN đến 449 TCN.